# Boćevica
Boćevica (en serbe cyrillique : Боћевица) est un village de Serbie situé sur le territoire de la Ville de Leskovac, district de Jablanica. Au recensement de 2011, il comptait 113 habitants.

## Démographie
| 1948 | 1953 | 1961 | 1971 | 1981 | 1991 | 2002 | 2011 |
| ---- | ---- | ---- | ---- | ---- | ---- | ---- | ---- |
| 245  | 245  | 253  | 228  | 224  | 194  | 151  | 113  |

|  |